# Palgeumdo
Palgeumdo är en ö i Sydkorea.   Den ligger i provinsen Södra Jeolla, i den sydvästra delen av landet, 300 km söder om huvudstaden Seoul. Arean är 17,3 kvadratkilometer. Den tillhör administrativt socknen Palgeum-myeon.
Terrängen på Palgeumdo är platt. Öns högsta punkt är 138 meter över havet. Den sträcker sig 4,3 kilometer i nord-sydlig riktning, och 8,1 kilometer i öst-västlig riktning.  Trakten runt Palgeumdo består till största delen av jordbruksmark.